# Zévaco
Zévaco (en cors Zevacu) és un municipi francès, situat a la regió de Còrsega, al departament de Còrsega del Sud. L'any 1999 tenia 56 habitants.

## Demografia
| 1962 | 1968 | 1975 | 1982 | 1990 | 1999 |
| ---- | ---- | ---- | ---- | ---- | ---- |
| 91   | 98   | 91   | 89   | 57   | 56   |

## Administració
| Període | Identitat      | Partit | Qualitat |
| ------- | -------------- | ------ | -------- |
| 2001-   | Innocent Poggi |        |          |